# Стадник Вікторія
Вікто́рія Ста́дник (* 1979) — українська художня гімнастка. Майстер спорту України міжнародного класу

## З життєпису
Народилася 1979 року в місті Одеса. 1989 року увійшла до складу молодіжної збірної СРСР. З 1992 року зарахована до збірної команди України. Вихованка одеської школи художньої гімнастики, згодом тренувалася у школі Дерюгіних.
Майстер спорту міжнародного класу, багаторазова чемпіонка України. 1993 року у складі юніорської збірної України стала бронзовою призеркою чемпіонату Європи у командній першості. Здобула дві бронзові нагороди в окремих видах: у вправі зі скакалкою розділила третє місце з болгаркою Оленою Стефановою, у стрічці з росіянкою Євгенією Кузькіною, також виграла бронзу у вправах з м'ячем. В особистому багатоборстві розділила 5-те місце з колегою по збірній Тетяною Поповою.
У 1994 році виграла бронзу на турнірі «Welt Cup» у Токіо.
1995 року на чемпіонаті світу у Відні стала бронзовою призеркою в командній першості, разом з Оленою Вітриченко та Катериною Серебрянською.
З 1999 року працює тренером у Люксембурзі.